# Édouard Louis
Édouard Louis (ur. Eddy Bellegueule, 30 października 1992 w Abbeville) – francuski pisarz.

## Życiorys
Louis urodził się 30 października 1992 roku w ubogiej rodzinie pracownika fabryki w prowincjonalnej miejscowości Hallencourt. Młodego Louisa w domu i wśród rówieśników wyśmiewano i poniżano za to, że odbiegał od tradycyjnego wzorca męskości, ponieważ poruszał się w „kobiecy” sposób i nie podzielał zainteresowań lokalnych chłopców i mężczyzn. Jako pierwsza osoba w rodzinie czytał książki i ukończył studia wyższe. By zdystansować się od rodziny i środowiska, w którym się wychował, wyjechał na studia do Paryża i zmienił nazwisko.
Louis rozpoczął socjologię w 2012 roku na École normale supérieure. Na studiach zainteresował się twórczością Toni Morrison, Jamesa Baldwina i Didiera Eribona. W wieku 22 lat zadebiutował powieścią Koniec z Eddym, w której opisał skrajną biedę i trudne dorastanie w Hallencourt. Louis zaczął pisać książkę gdy miał 18 lat; rok po tym, jak przeczytał pierwszą w życiu powieść. Autobiograficzna powieść szybko zdobyła dużą popularność i przychylność krytyki: sprzedała się w ponad 300.000 egzemplarzy, została nominowana do prestiżowej Nagrody Goncourtów i przetłumaczona na 25 języków. Na kanwie powieści powstała adaptacja teatralna i filmowa.
W 2016 roku ukazała się druga autobiograficzna powieść Louisa. Historia przemocy opisuje noc wigilijną, podczas której przypadkowe spotkanie na ulicy doprowadziło do spędzenia nocy z nieznajomym, który później okradł i zgwałcił Louisa. W powieści przedstawiono także konsekwencje tamtej nocy: kolejne dni i miesiące, podczas których toczyła się powolna i bezduszna procedura policyjna dotycząca zajścia. Większość historii opowiedziana jest słowami Clary, siostry bohatera, która relacjonuje wydarzenia swojemu milczącemu mężowi. W 2019 roku powieść została zaadaptowana na potrzeby teatru przez Jana Czaplińskiego i wystawiona w Teatrze im. Aleksandra Fredry w Gnieźnie, w reżyserii Eweliny Marciniak. W roli głównej wystąpił Piotr Nerlewski.
Trzecia powieść Louisa, Qui a tué mon père (pol. Kto zabił mojego ojca), jest zarzutem wobec polityków i systemu zasiłków, przez które unieruchomiony przez wypadek w fabryce ojciec Louisa został najpierw oceniony jako niezdolny do pracy, lecz potem pozbawiony zapomogi, ponieważ jego stan uznano za wystarczający do zamiatania ulic.
Louis określa przemoc jako temat przewodni swojej twórczości. Jego książki zostały przetłumaczone na 30 języków.

## Twórczość
- 2014: En finir avec Eddy Bellegueule – pol.: Koniec z Eddym. Joanna Polachowska (tłum.). Wydawnictwo Pauza, 2019. ISBN 978-83-953523-8-6. Brak numerów stron w książce
- 2016: Histoire de la violence – pol.: Historia przemocy. Joanna Polachowska (tłum.). Wydawnictwo Pauza, 2018. ISBN 978-83-949414-6-8. Brak numerów stron w książce
- 2018: Qui a tué mon père – pol.: Kto zabił mojego ojca. Joanna Polachowska (tłum.). Wydawnictwo Pauza, 2021. ISBN 978-83-957030-0-3. Brak numerów stron w książce
- 2021: Combats et métamorphoses d'une femme – pol. Zmagania i metamorfozy kobiety. Joanna Polachowska (tłum.). Wydawnictwo Pauza, 2022. ISBN 978-83-965277-0-7. Brak numerów stron w książce
- 2021: Changer: methode[9] – pol. Zmiana. Joanna Polachowska (tłum.). Wydawnictwo Pauza, 2023. ISBN 978-83-968023-3-0. Brak numerów stron w książce